# 森家先代実録
森家先代実録（もりけせんだいじつろく）は、赤穂藩主森家が編纂した森家の家史。全28巻（附津山城図3枚）・補遺2巻。

## 編纂の経緯
赤穂藩主森忠哲は若年ながら学問を好み、先祖の事績を明らかにせんとして編纂が開始された。忠哲は凡例などを作成させるなど意欲的であったが、文化4年（1807年）20歳で病死した。跡を継いだ実弟の美作守可睦（後の森忠敬）は兄の意志を引継ぎ、文化6年（1809年）に完成した。そのため「実録」では森忠賛（赤穂前藩主）閲・森忠哲纂輯・森可睦追考という表現になっている。
編纂は森可紀・各務正章・森正賀・森長清・森賛張・森可周といった赤穂藩重臣の統括によって編纂された。しかし、実務は儒臣村上中所（勤）らが中心となって行った。森家家臣木村昌明の「武家聞伝記」をはじめ、藩庁・家臣の家に伝来する史料を集めて編まれた。可睦は更に補遺の編纂を命じ、文化8年（1811年）に補遺2巻が完成した。

## 所在
- 原本 - 個人蔵（ただし巻第4と巻第16が欠）。2009年に一般公開された[2]

- 写本
  - 赤穂大石神社蔵
  - 新見市立図書館所蔵

- 謄写本
  - 東京大学史料編纂所（赤穂本の謄写）

- 刊行本
  - 岡山県史編纂委員会編『岡山県史 25巻 津山藩文書』（1981年・岡山県）
  - 小冊子　『津山郷土館近世基礎資料1　森家先代実録』（1968年・津山市教育委員会）第5～10巻までの翻刻[1]
  - 『津山温故会誌』（一部採録）
  - 『大日本史料』（長可・忠政の伝記の一部のみ採録）[1]
  - 『津山城 資料編』（津山市教育委員会編）　原本による附図の全体図が収められている[1]
  - 三好基之・近田陽子『津山城』（山陽新聞社）　原本全点及び詳細な部分写真が掲載[1]
  - 『津山城 資料編Ⅱ』津山市教育委員会編　　新見本の附図が収められている。
  - 『津山城百聞録』津山市教育委員会編　　先代実録を多く引用している。